# Park Narodowy Glacier (USA)
Park Narodowy Glacier (ang. Glacier National Park) – park narodowy położony w północno-zachodniej części stanu Montana w Stanach Zjednoczonych, przy granicy z Kanadą. Utworzony w 1910 roku park zajmuje powierzchnię 4102 km² i obejmuje swoim zasięgiem dwa pasma górskie w obrębie Gór Skalistych. Na jego obszarze znajduje się kilka dużych – o długości 8–10 km – i kilkaset małych jezior polodowcowych, oraz żyje ponad 1000 gatunków roślin i setki gatunków zwierząt. Znajduje się w nim również kilkadziesiąt lodowców, od których wywodzi się nazwa parku. W porze letniej występują liczne wodospady i kaskady utworzone z bardziej obfitych wód roztopowych. Park zarządzany jest przez agencję federalną National Park Service, jest otwarty przez cały rok i odwiedzany przez około 2 miliony turystów rocznie.
Na północy Park Narodowy Glacier graniczy z Parkiem Narodowym Waterton Lakes położonym w Kanadzie. Łącznie oba parki, powołane do życia w obliczu zagrożenia środowiska przyrodniczego w II połowie XIX wieku przez poszukiwaczy złota, ropy naftowej i innych bogactw naturalnych, tworzą ustanowiony w 1932 roku Międzynarodowy Park Pokoju Waterton-Glacier. W 1976 roku został on uznany za rezerwat biosfery UNESCO, a w 1995 roku wpisany na listę światowego dziedzictwa UNESCO.

## Lodowce
Przeprowadzone w połowie XX wieku badania map i zdjęć pozwoliły ustalić, że sto lat wcześniej na terenie parku znajdowało się 150 lodowców. Większość z nich uległa znacznemu zmniejszeniu lub zupełnie zniknęła. Przedstawione poniżej zdjęcia lodowca Grinnell wykonane z podobnego miejsca na przestrzeni kilku dekad ilustrują te zmiany. W 2005 roku na terenie parku pozostało 27 lodowców. Przeprowadzone symulacje sugerują, że lodowce mogą całkowicie zniknąć z terenu parku do roku 2030.
|      |      |      |      |
| 1938 | 1981 | 1998 | 2005 |

## Jeziora
Na terenie parku jako efekt działalności ustępujących lodowców powstało wiele jezior. Sumaryczna liczba jezior podawana przez National Park Service wynosi ponad 700, jednak tylko 131 z nich ma swoje własne nazwy. Największym jeziorem jest Lake McDonald, leżące w zachodniej części parku, którego długość wynosi około 16 km. Kolejnymi znaczącymi są St. Mary Lake, Swiftcurrent Lake, Bowman Lake, Kintla Lake oraz Two Medicine Lake.

## Fauna i flora
Na terenie parku zidentyfikowano 1132 gatunki roślin. Dominują lasy iglaste. Ze względów klimatycznych, granica drzew we wschodniej części parku jest niemal 250 metrów niżej niż w części zachodniej.
Na terenie parku ostoję znajdują liczne gatunki zwierząt. Udokumentowano tu 67 gatunków ssaków, między innymi niedźwiedzie grizzly, wilki i kozły śnieżne, które są symbolem parku. Odnotowano również 260 gatunków ptaków. Ze względu na surowy klimat płazy i gady spotyka się wyjątkowo rzadko. Do tej pory zidentyfikowano trzy gatunki gadów i sześć gatunków płazów. W wodach parku żyją 23 gatunki ryb.

## Szczyty w parku
Najwyższym szczytem w parku jest Mount Cleveland, osiągający wysokość 3190 m n.p.m. Ponadto w parku jest jeszcze 9 szczytów o wysokości co najmniej 3000 m n.p.m., ponad 100 szczytów wznosi się na wysokość co najmniej 8000 stóp (2438 m)
. Góry w parku należą do jednego z trzech łańcuchów górskich. Największym z nich jest Lewis Range, leżący zarówno na terenie Stanów Zjednoczonych jak i w Kanadzie. Po zachodniej stronie parku jest leżący całkowicie w USA Livingston Range. Natomiast na północy parku jest niewielki fragment łańcucha Clark Range, który w 96% leży już w Kanadzie. 

### Najwyższe szczyty[7]
1. Mount Cleveland	3190 m n.p.m. (Lewis Range)
2. Mount Stimson	3091 m n.p.m. (Lewis Range)
3. Kintla Peak	3079 m n.p.m. (Livingston Range)
4. Mount Jackson	3064 m n.p.m.
5. Mount Siyeh	3052 m n.p.m.
6. Mount Merritt 	3049 m n.p.m.
7. Kinnerly Peak 	3031 m n.p.m.
8. Rainbow Peak 	3015 m n.p.m.
9. Mount Carter 	3000 m n.p.m.